# Tomoyoshi Ikeya
Tomoyoshi Ikeya (池谷 友良 Ikeya Tomoyoshi?), född 17 juni 1962 i Shizuoka prefektur, är en japansk före detta fotbollsspelare och tränare.
Ikeya började sin karriär 1985 i Hitachi. Han avslutade karriären 1992.
Ikeya har efter den aktiva karriären verkat som tränare och har tränat Kashiwa Reysol och Roasso Kumamoto.